# Fernweh
Fernweh beschreibt die menschliche Sehnsucht, vertraute Verhältnisse zu verlassen und sich die weite Welt zu erschließen. Das Wort „Fernweh“ steht im wörtlichen Gegensatz zu Heimweh, der Sehnsucht nach der Heimat.

## Wortgeschichte
Die Wortschöpfung wird dem Fürsten Pückler-Muskau zugeschrieben, der das Wort in seinen vielgelesenen Reiseerzählungen ab 1835 mehrfach verwendete. Das Wort ist in Analogie zu dem älteren Wort „Heimweh“ gebildet. In Pücklers Lebensbeschreibung heißt es 1843: „Pückler sagt irgendwo in seinen Schriften, daß er niemals an Heimweh, vielmehr an Fernweh leide“. Es bürgerte sich vor allem in der poetischen und Bildungssprache ein. Im 20. Jahrhundert wurde der Begriff im Zusammenhang mit dem Tourismus in die Werbesprache übernommen. Die künstliche Erzeugung von „Fernweh“ durch Bilder und Darstellungen ferner Länder wurde zum bedeutenden globalen Wirtschaftsfaktor.
Ein vergleichbares etwas älteres Wort ist Wanderlust. Alternative Wortschöpfungen wie „Storch- oder Kranichgefühl“ verbreiteten sich nicht. So heißt es 1873: „Professor Dr. Erdmann [...] bezeichnet diesen charakteristischen Wandertrieb mit dem Namen des Storch- oder Kranichgefühls. Fürst Pückler-Muskau giebt ihm den ebenso bezeichnenden Namen des Fernweh.“ Für vergleichbare Verhaltensweisen der Tiere werden vorzugsweise die Wörter Wandertrieb (Zoologie) oder Zugunruhe gebraucht, die auf das äußerlich sichtbare Verhalten Bezug nehmen, während „Fernweh“ fast stets mit Bezug auf Menschen gebraucht wird. Spezifisch deutsche Wortschöpfungen wie Heimweh, Wanderlust oder Fernweh mit ihren Konnotationen haben nicht immer genaue Äquivalente in anderen Kulturen und spielen daher im Fremdsprachenunterricht Deutsch eine Rolle.

## Begriffsgeschichte
Die deutschen Klassiker – Schiller und Goethe – kannten das Wort „Fernweh“ noch nicht. In Schillers Drama Maria Stuart wird die gefangene Königin beim Anblick ziehender Wolken von Wehmut ergriffen. Hier zeigt sich deutlich, dass die beiden Wörter Fernweh und Heimweh Gefühle zu klassifizieren versuchen, die als Gefühle nicht notwendig verschieden sein müssen. Die Zeilen lauten:

„Dort, wo die grauen Nebelberge ragen,

Fängt meines Reiches Grenze an,

Und diese Wolken, die nach Mittag jagen,

Sie suchen Frankreichs fernen Ozean.

Eilende Wolken! Segler der Lüfte!

Wer mit euch wanderte, mit euch schiffte!

Grüßet mir freundlich mein Jugendland!“

Goethe erinnerte sich 1822 an die Kampagne in Frankreich, 30 Jahre zuvor. Auf dem Rückweg von Frankreich 1792 bereits in Koblenz angelangt, stand ihm die Heimreise zu Frau und Kindern nach Weimar oder zu seiner Mutter nach Frankfurt am Main offen. Jedoch beim Anblick des strömenden Wassers des Rheins ergriff ihn ein „Fluchtgefühl“:

„Mir bangte vor jeder Fortsetzung des kriegerischen Zustandes, und das Fluchtgefühl ergriff mich abermals. Ich möchte dies ein umgekehrtes Heimweh nennen, eine Sehnsucht ins Weite statt ins Enge. Ich stand, der herrliche Fluss lag vor mir: er geleitete so sanft und lieblich hinunter, in ausgedehnter breiter Landschaft; er floss zu Freunden, mit denen ich, trotz manchem Wechseln und Wenden, immer treu verbunden geblieben. Mich verlangte aus der fremden, gewaltsamen Welt an Freundesbrust, und so mietete ich, nach erhaltenem Urlaub, eilig einen Kahn bis Düsseldorf, meine noch immer zurückbleibende Chaise Koblenzer Freunden empfehlend, mit Bitte, sie mir hinabwärts zu spedieren.“